# Dieter Hinz

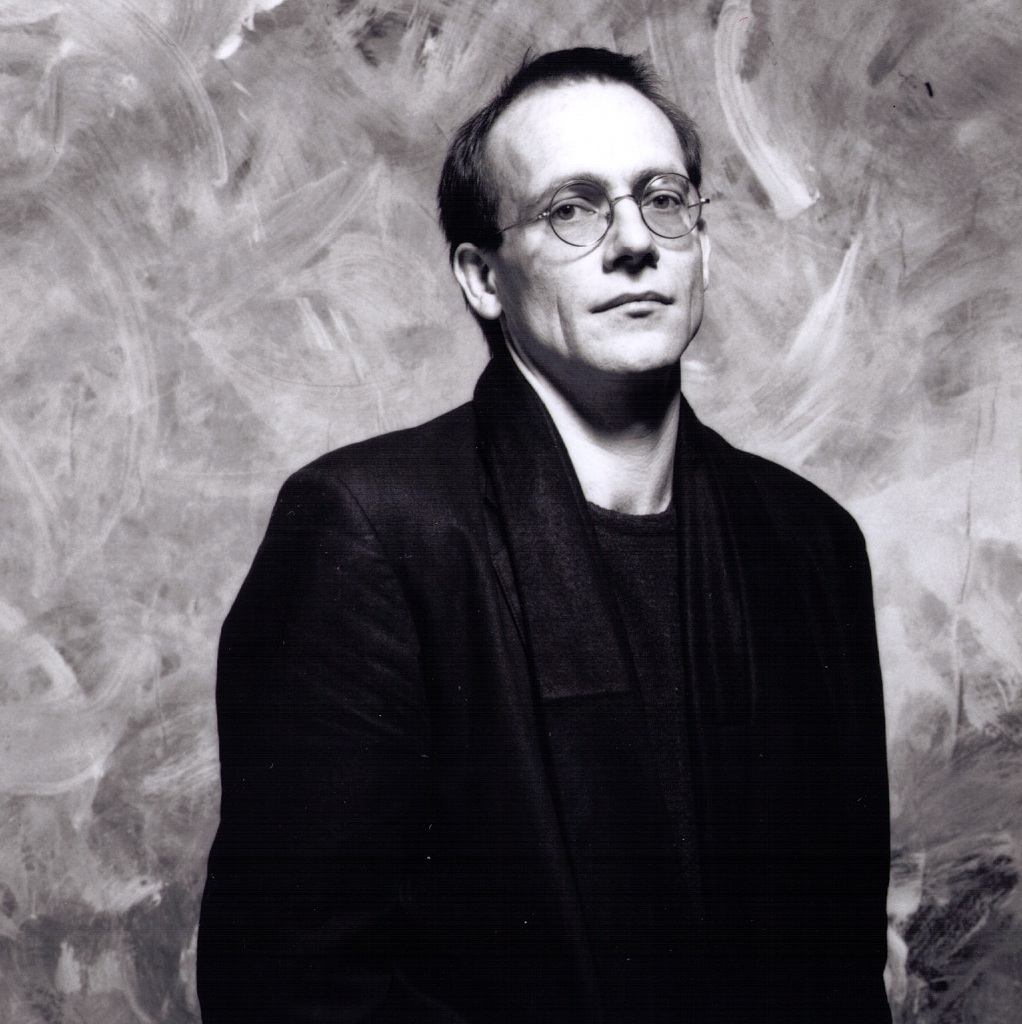
Dieter Hinz

Dieter Hinz (* 16. März 1955 in Watzenborn-Steinberg; † 31. Mai 2012 in Hannover) war ein deutscher Künstler im Bereich Malerei, Grafik,  Cartoons und Bühnenbild. Bekannt wurde er durch die Gründung der Künstlergruppe Freiraum.

## Leben
Nachdem er 1970 die Mittlere Reife erworben hatte, besuchte er von 1970 bis 1972 eine Chemieschule und arbeitete von 1972 bis 1975 im Labor der Druckfarbenfabriken Jänecke und Schneemann und im Chemischen Labor Dr. Wirts und Partner in Hannover. Von 1975 bis 1977 besuchte Hinz eine Theologieschule in Wiedenest. Danach absolvierte er verschiedene Praktika im sozialen Bereich und erwarb die Fachhochschulreife in Sozialpädagogik. Nachdem er 1982 staatlich anerkannter Erzieher wurde, ging er an die Hochschule der bildenden Künste in Braunschweig.  1986 gründete er zusammen mit Regine Schumann und Frank Fuhrmann die Künstlergruppe „Freiraum“.
1987 absolvierte er ein Studium der Freien Kunst an der Hochschule für Bildende Künste Braunschweig. 1990 bekam er ein Stipendium vom Land Niedersachsen. Bei einer Projektförderung des Auswärtigen Amtes kam er das erste Mal nach China zur Vorbereitung von Künstler-Austauschprojekten. Durch ein Arbeitsstipendium des Landes Niedersachsen konnte er ein Jahr danach wieder nach China reisen. 1997 wurde er mit einem Arbeitsstipendium der Heitland Foundation ausgezeichnet.
Dieter Hinz war nicht auf eine Arbeitsweise festgelegt, sondern widmete sich unterschiedlichen malerischen Fragestellungen. Er sagte über sich: „Ich bin nicht daran interessiert, mich festzulegen, ich male genauso gegenständlich wie abstrakt, es geht von extrem kalkuliert bis sehr affektiv.“

## Werke

### Frühe Werke
Zwischen 1983 und 1988 führte Dieter Hinz verschiedene studienbegleitende Tätigkeiten im Bereich: Malsaal, Bühnentechnik, Oper, Bühnenbildabteilung und Sichtwerbung beim Niedersächsischen Staatstheater Hannover aus. Außerdem half er beim Aufbau des Theatermuseums Hannover. Seit 1987 arbeitete er als freischaffender Künstler. 1988 bekam er seine erste Ausstellung „cardalog“ in Hannover. Seit 1989 arbeitete er freiberuflich im Bereich Grafik, Layout, Text, Konzeption, Cartoons und Bühnenbild. Später wurde er mit folgenden Arbeiten beauftragt:
- Ausstellung „cardalog“ in Hannover
- Niedersächsisches Staatstheater (Außenwerbung)
- Theater K, München, Bühnenbild
- Klecks-Theater, Hannover, Bühnenbild
- Theater der Jugend, Hannover, Bühnenbild[4]
- Neues Theater, Hannover, Bühnenbild
- Messe Hannover, Prospektmalerei
- Literaturforum, Layout
- Architektenkammer Niedersachsen, Prospektmalerei
- BDA Niedersachsen, Layout
- Technologie-Beratungsstelle, Hannover, Cartoons
- Üstra AG, Hannover, Cartoons

### Ausstellungen
Eine Auswahl seiner Ausstellungen:
- 1988:   „cardalog“, Helmkestrasse Hannover
- 1989:   „daheim&unterwegs“, Helmkestrasse, Hannover
- 1990:   „daheim&unterwegs“, Kunsthalle Recklinghausen(Katalog)
- 1990:   „zuckersüss“, Installation der Gruppe Freiraum Noordkunst, Zuidlaren, Niederlande(Edition)
- 1990    „wieder sehen“, Installation der Gruppe Freiraum, Kunstverein Siegen(Edition)
- 1991    Galerie Niggendijker, Gronningen, Niederlande; Shedhalle, Zurich, Schweiz (Katalog)
- 1992    Produzentengalerie Kassel
- 1992    „Blickdicht“, Installation der Gruppe Freiraum und Rüdiger Stanko, Niedersachsen-Pavillon, Industrie-Messe
- 1992    Städtische Galerie, BWA Poznań, Polen(Katalog)
- 1993    „Installation“, Installation der Gruppe Freiraum im Treppenhaus des Kunstvereins Hannover Edition
- 1993    Galerie de vue, Freibourg, Schweiz
- 1994    „Resistent“, Installation der Gruppe Freiraum, Städtische Ausstellungshalle, Am Hawerkamp, Münster
- 1995    Kultur-Art-Happening, Neuenegg, Schweiz
- 1996    Galerie Point de vue, Fribourg, Schweiz[6]
- 1997    HBV, Hannover
- 1997/98 Galerie Stübler, Hannover
- 1999    Galerie Claudia Böer, Hannover[7]
- 2000    Galerie Claudia Böer, Hannover
- 2001    Galerie Claudia Böer, Hannover (Messe Köln, Frankfurt, Dornbirn)
- 2002    Galerie Claudia Böer, Hannover und Städtische Galerie KUBUS, Hannover
- 2003    Galerie Claudia Böer, Hannover
- 2004    „non liquet“, Orangerie Hannover-Herrenhausen
- 2011    Haus der Region Hannover[8]

### Postume Ausstellungen
- 2013    Retrospektive, Schulenburger Landstraße 150

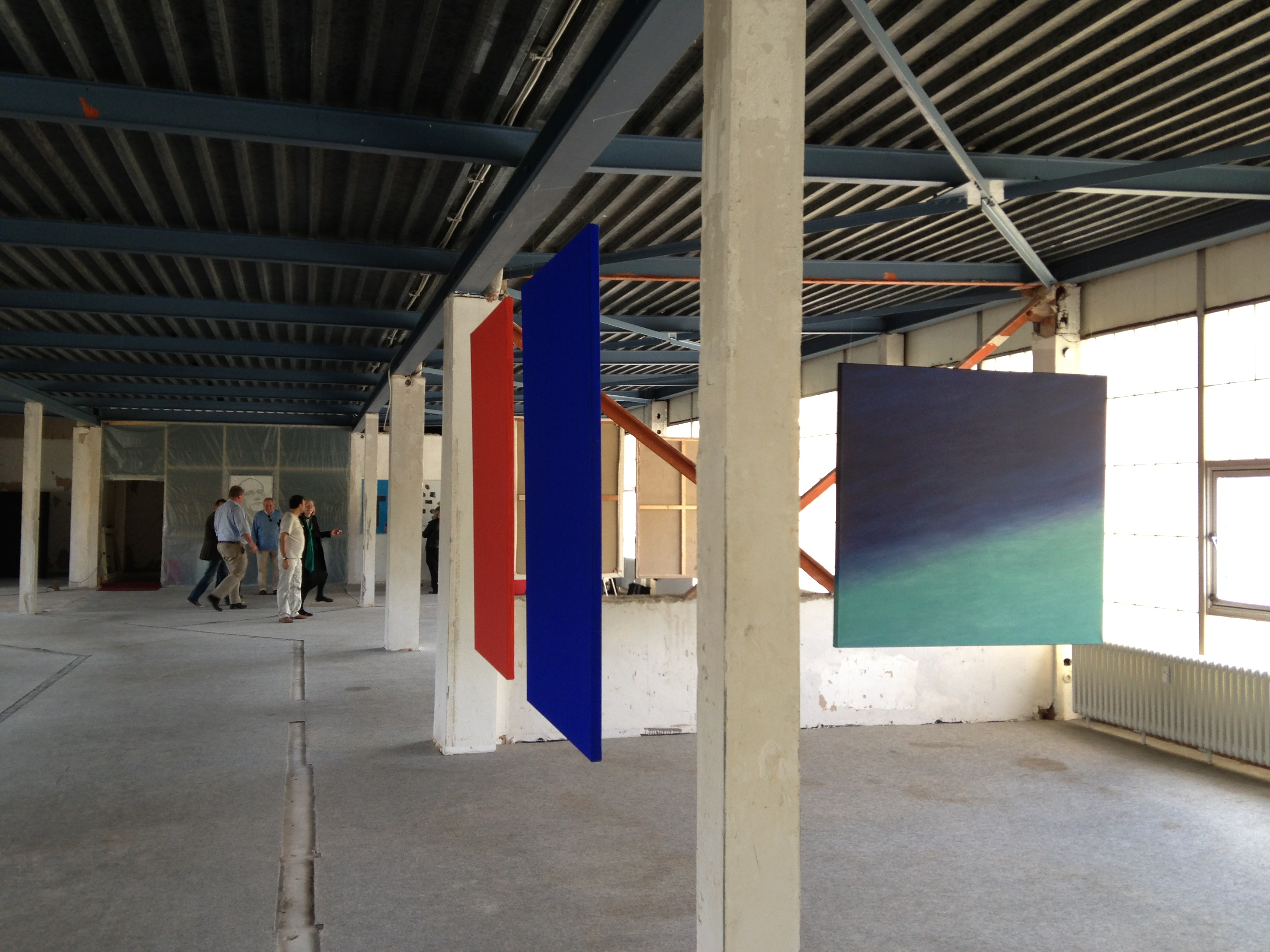

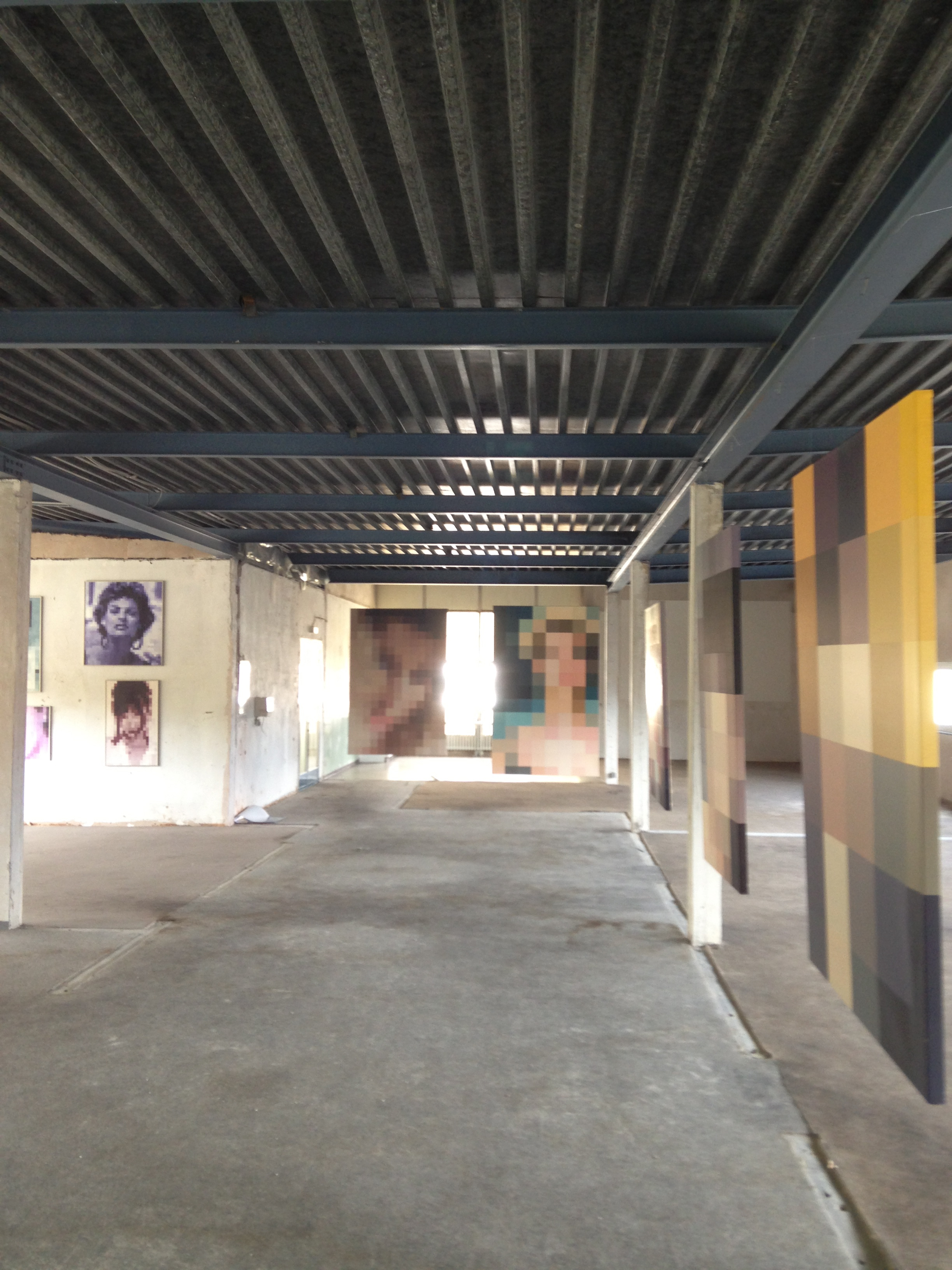

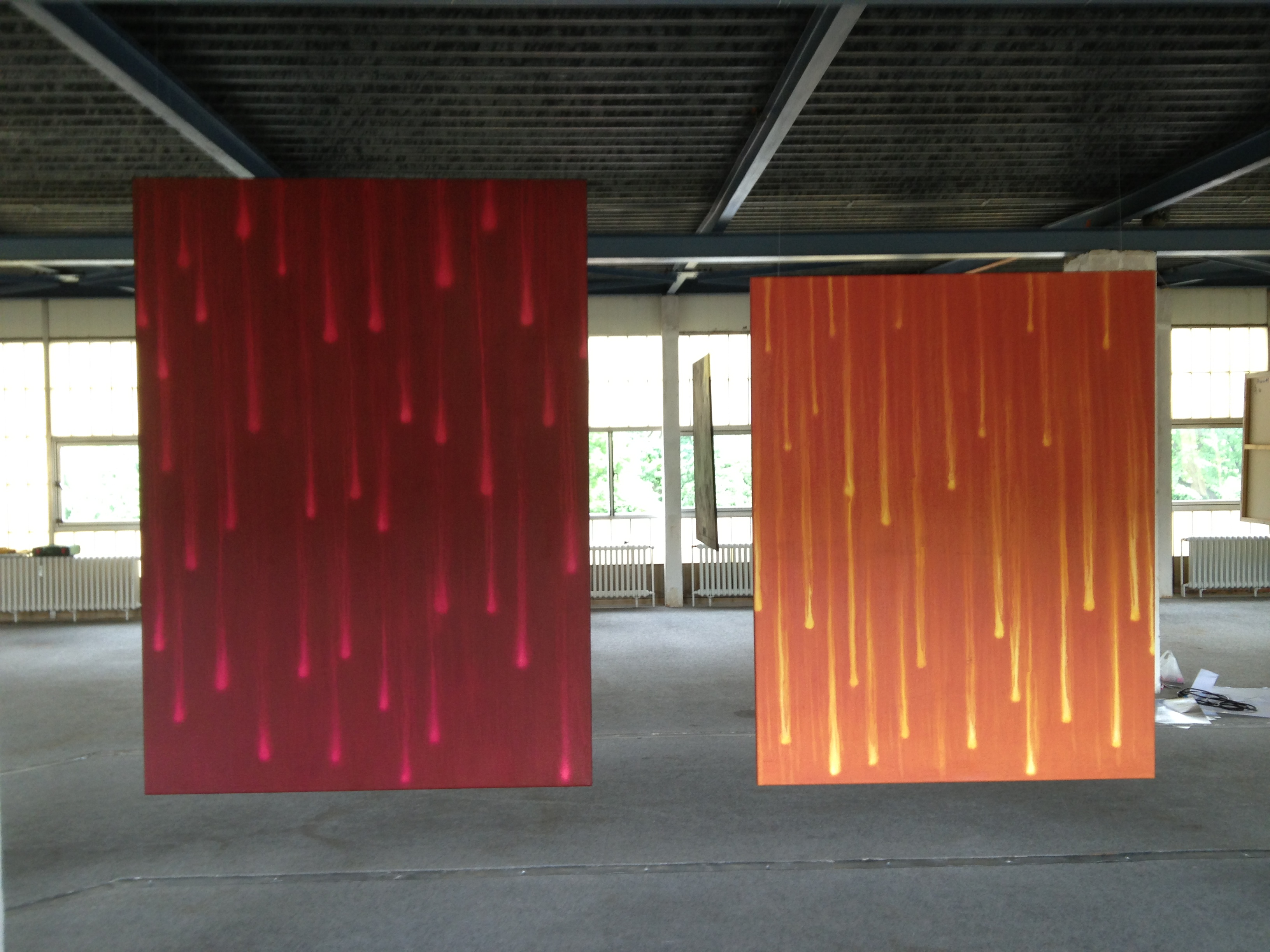

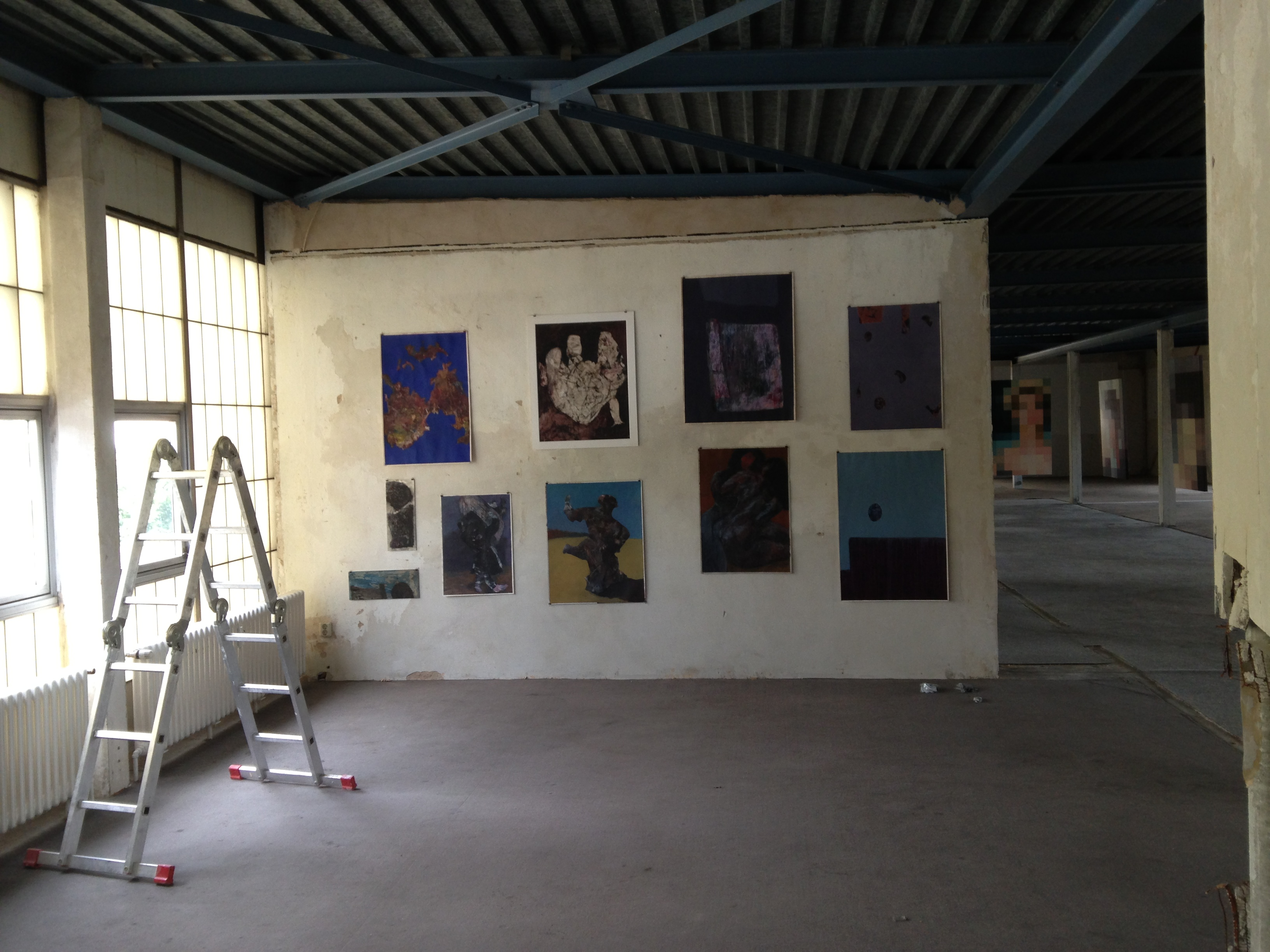